# Матвейчик Сергій Сергійович
Сергій Сергійович Матвейчик (біл. Сяргей Сяргеевіч Матвейчык, нар. 5 червня 1988, Жлобин, Білорусь) — білоруський футболіст, захисник футбольної команди «Шахтар» з міста Солігорськ.

## Життєпис
Вихованець жлобінського СДЮШОР. Перший напутник - Володимир Мамаєв.

## Досягнення
- Володар Кубка Білорусі з футболу (4):

Гомель: 2010-11, 2021-22
Шахтар: 2013-14, 2018-19
- Володар Суперкубка Білорусі з футболу (1):

Гомель: 2012